# 福島宿 (中山道)

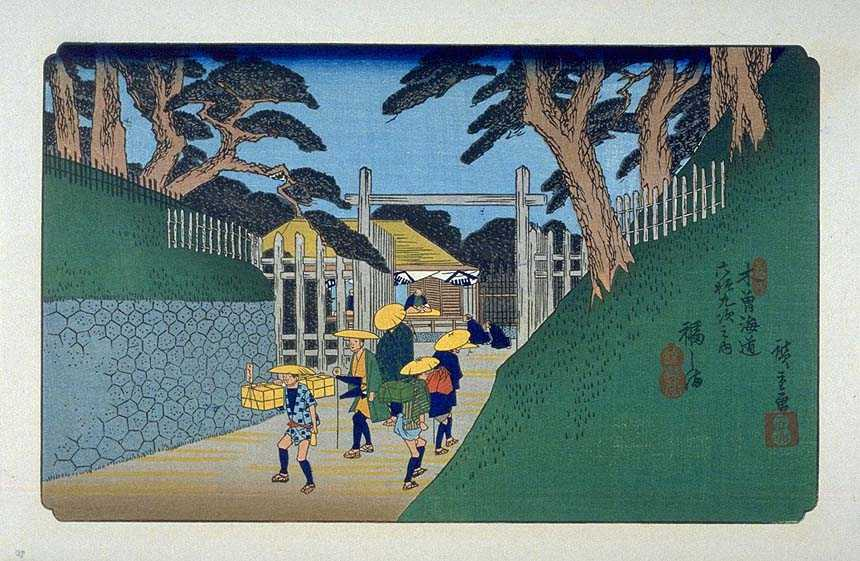
木曽海道六十九次 福島（歌川広重画）に描かれた福島関所

福島宿（ふくしまじゅく）は、中山道37番目の宿場（→中山道六十九次）で、現在は長野県木曽郡木曽町福島。
関所は、宿場の北入口にあった。

## 特徴
天保14年（1843年）の『中山道宿村大概帳』によれば、福島宿の宿内家数は158軒、うち本陣1軒、脇本陣1軒、旅籠14軒で宿内人口は972人であった。

## 最寄り駅
- JR中央本線 木曽福島駅

## 史跡・みどころ
この節の出典:

### 福島宿内

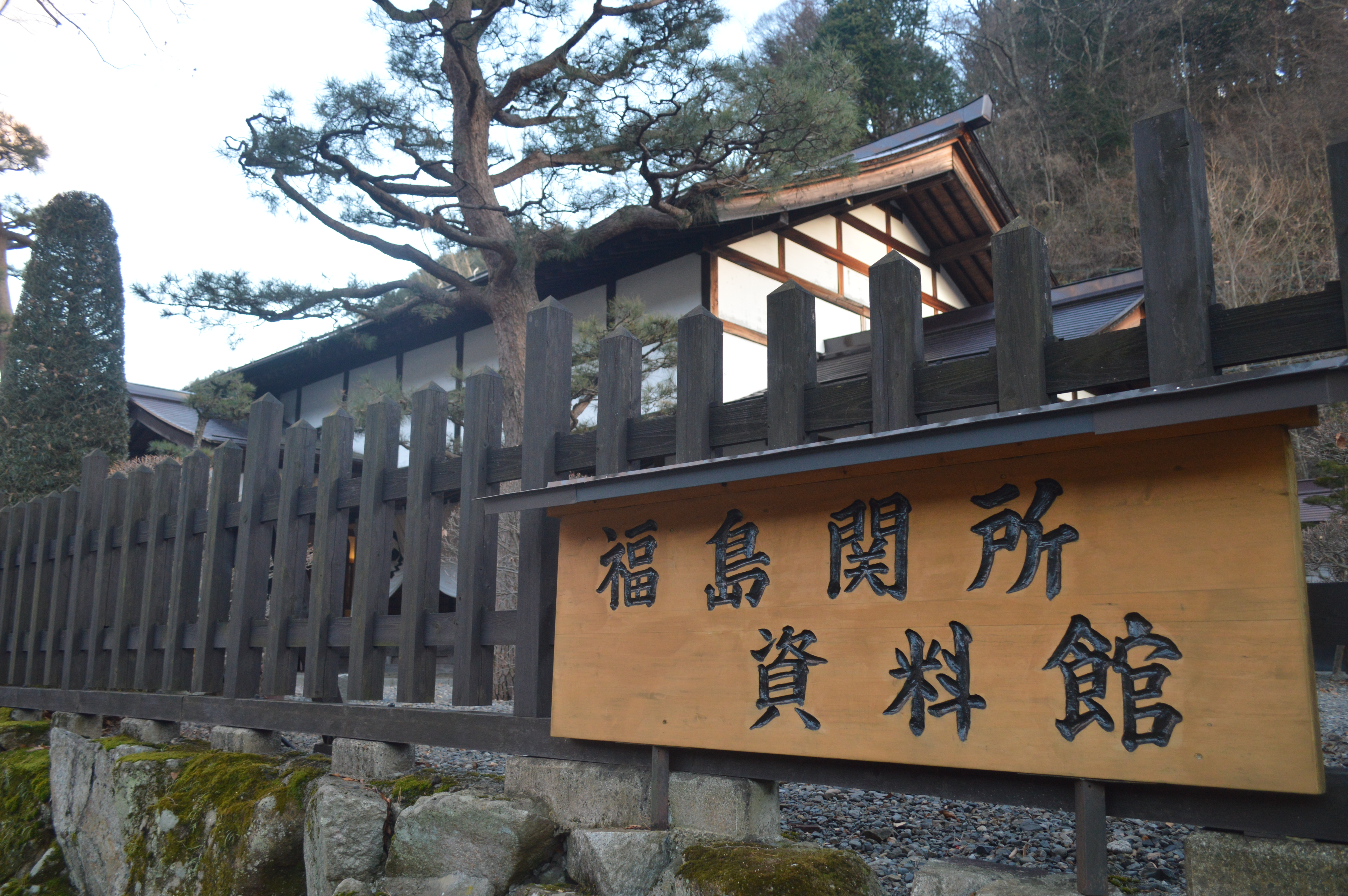
福島関所資料館

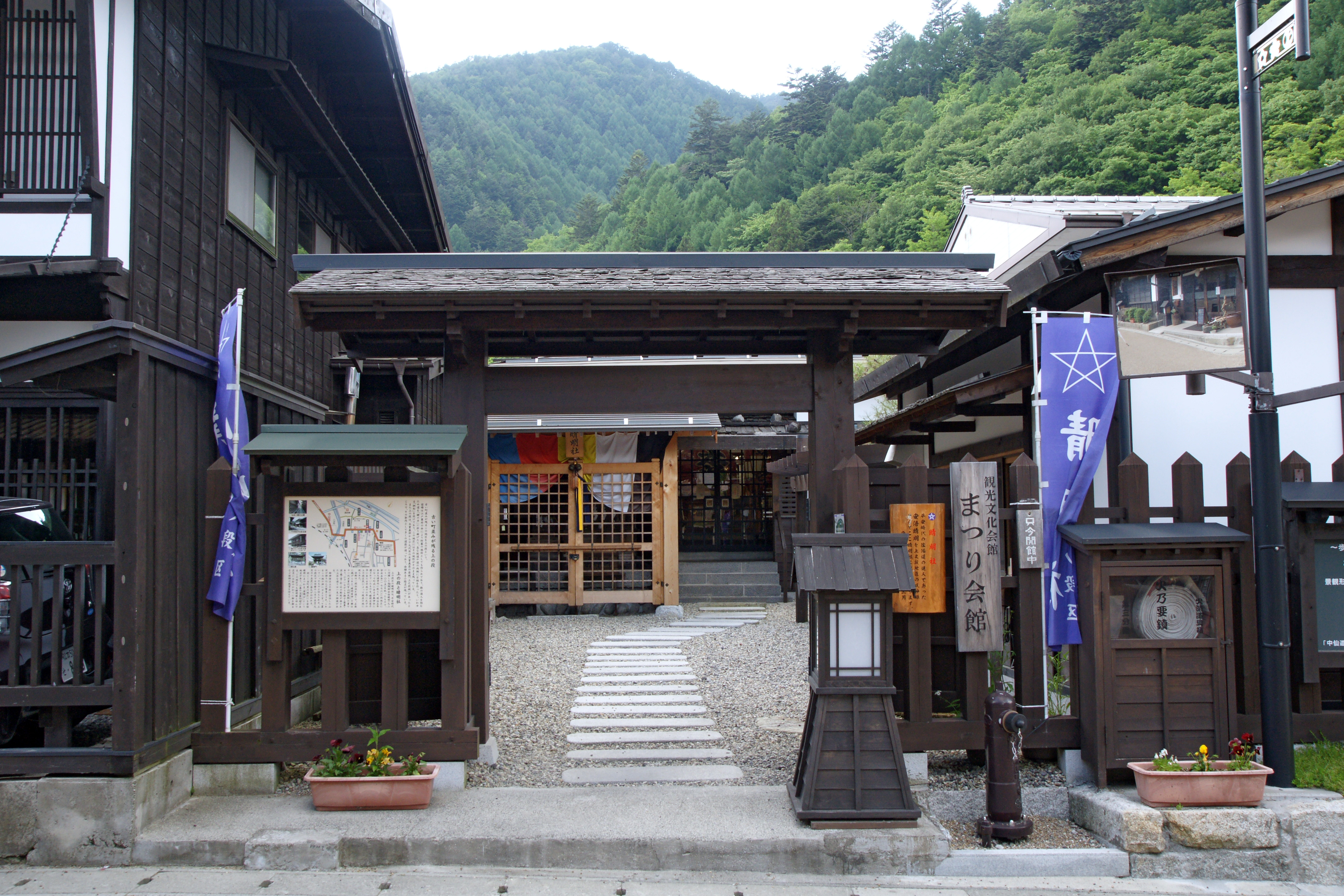
観光文化会館（まつり会館）

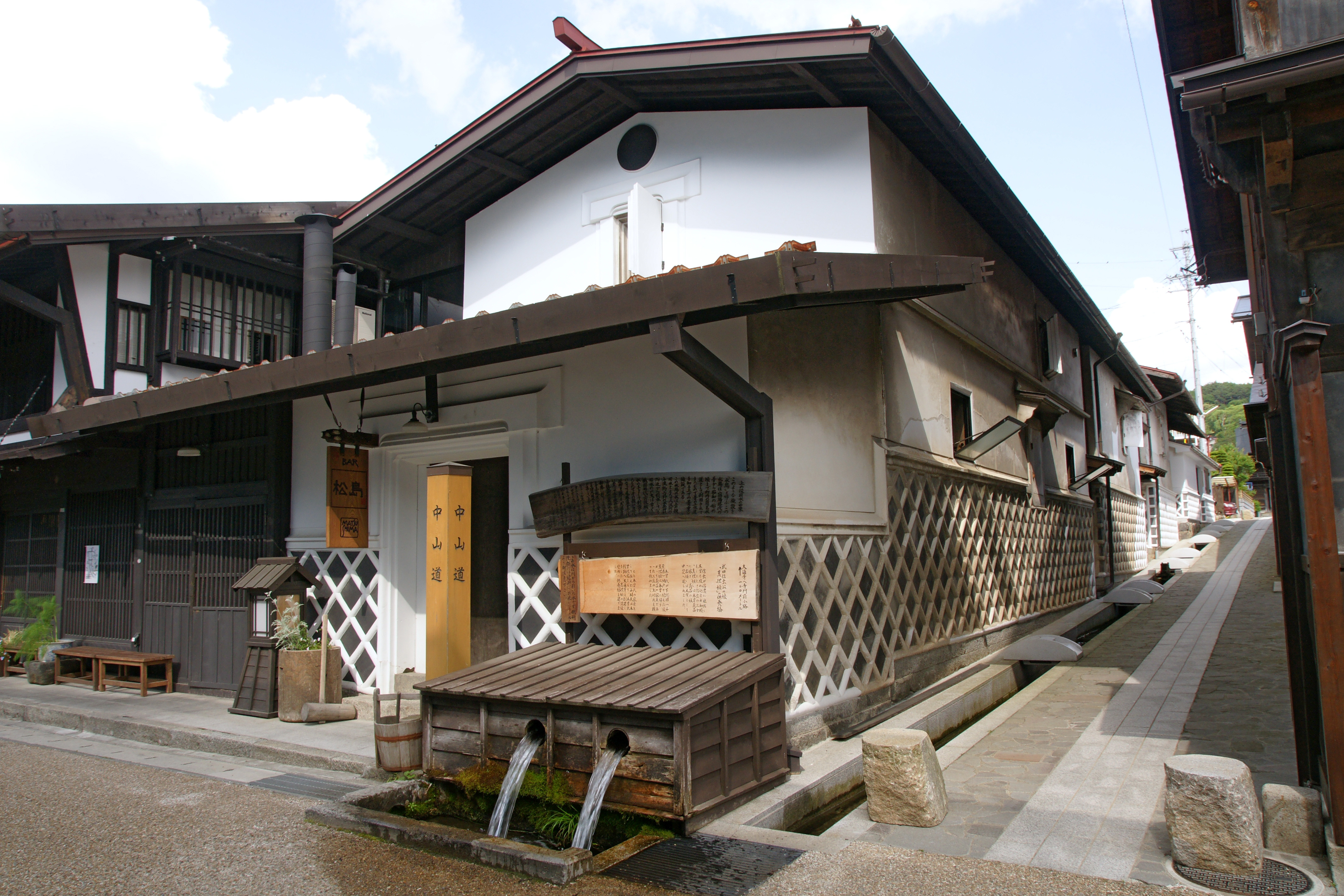
上の段用水(外景)

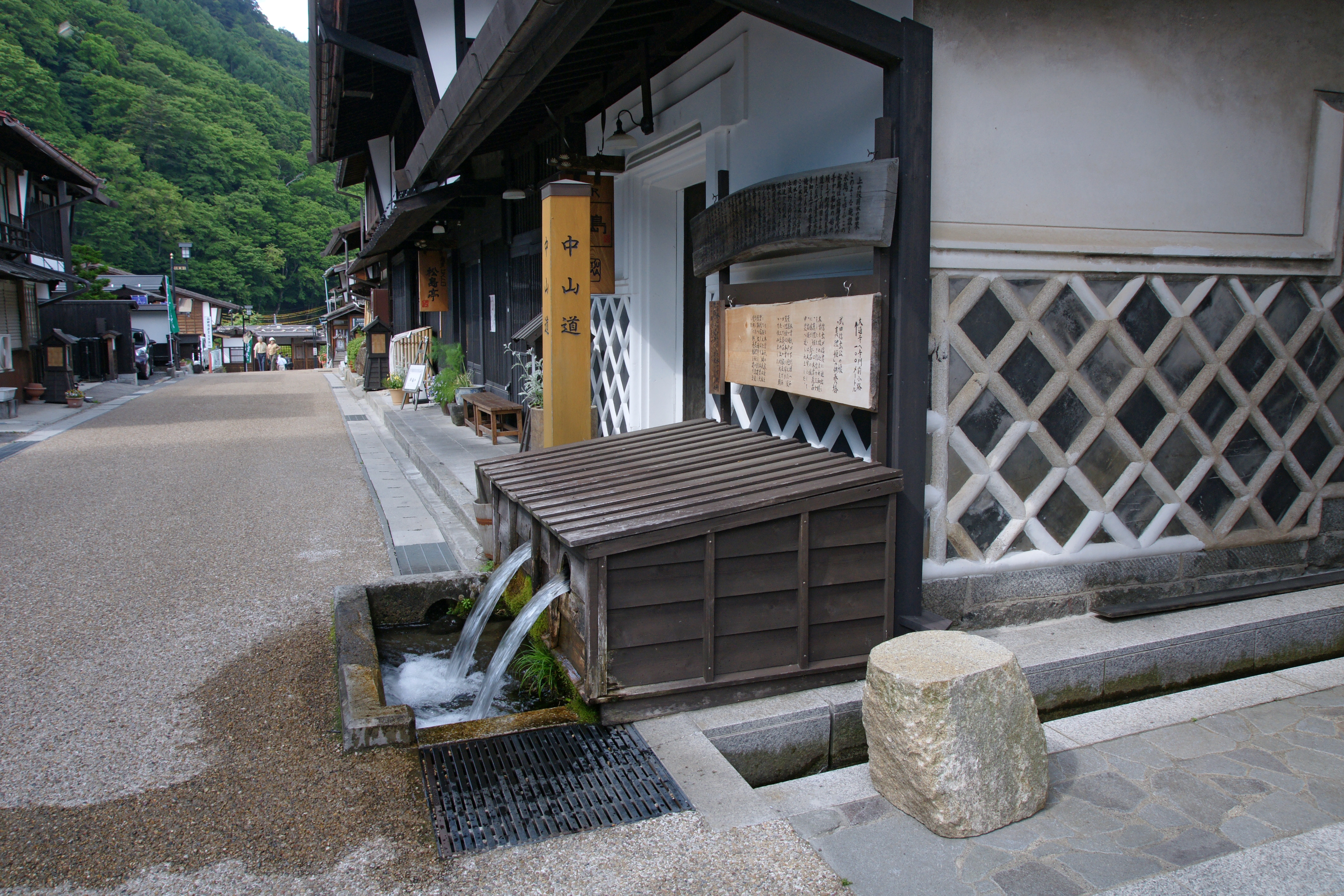
上の段用水（横）

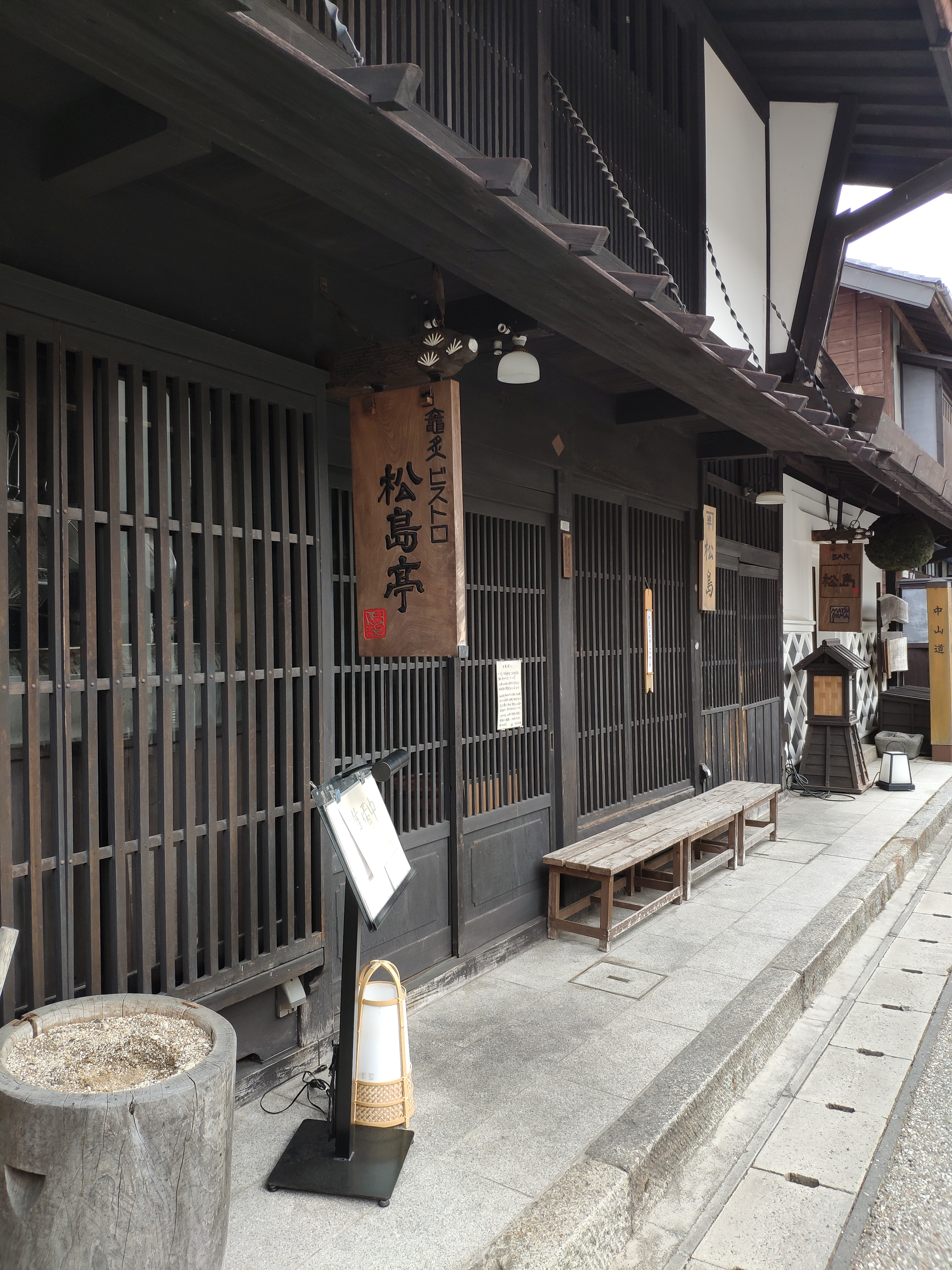
上の段地区

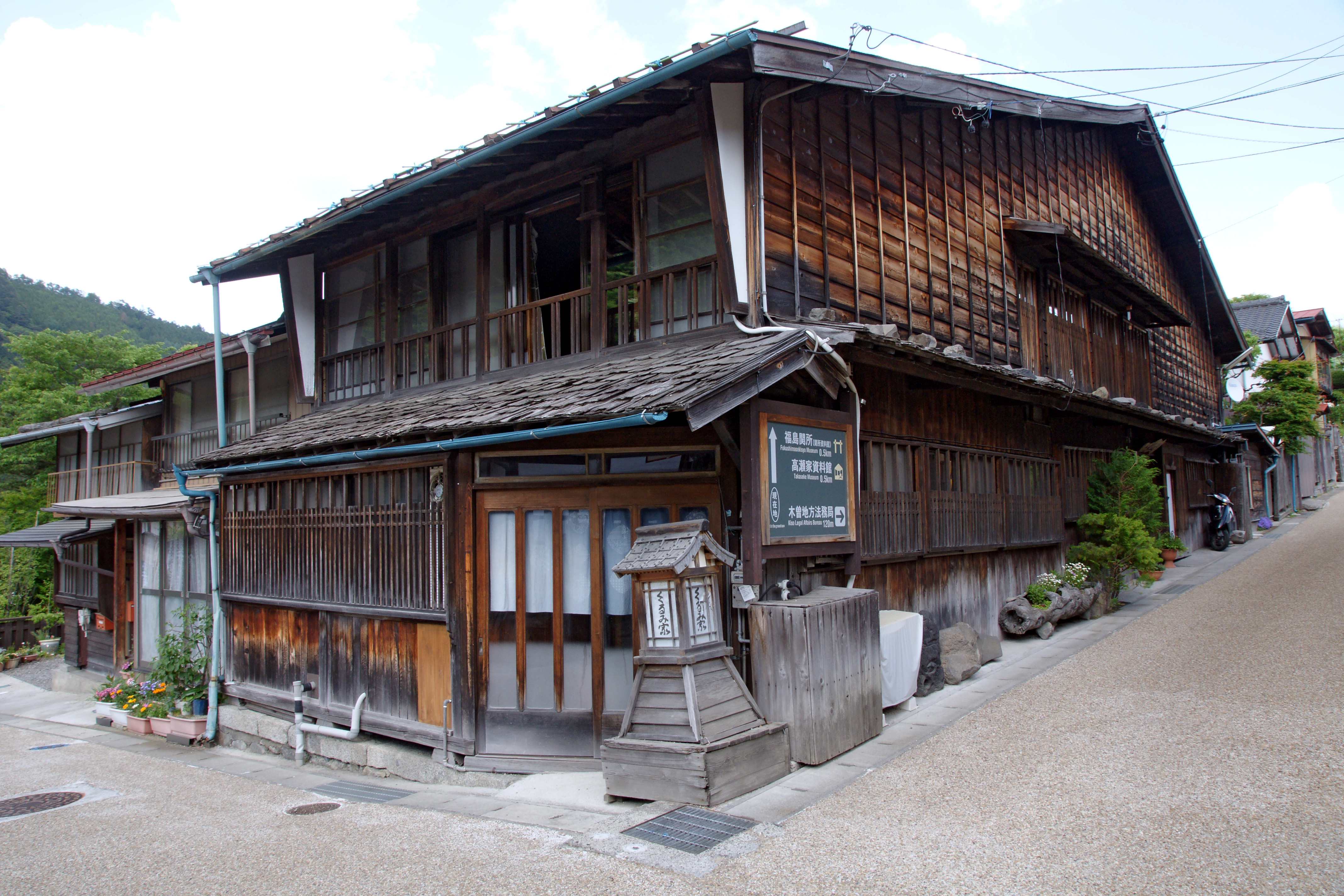
くるまや本店

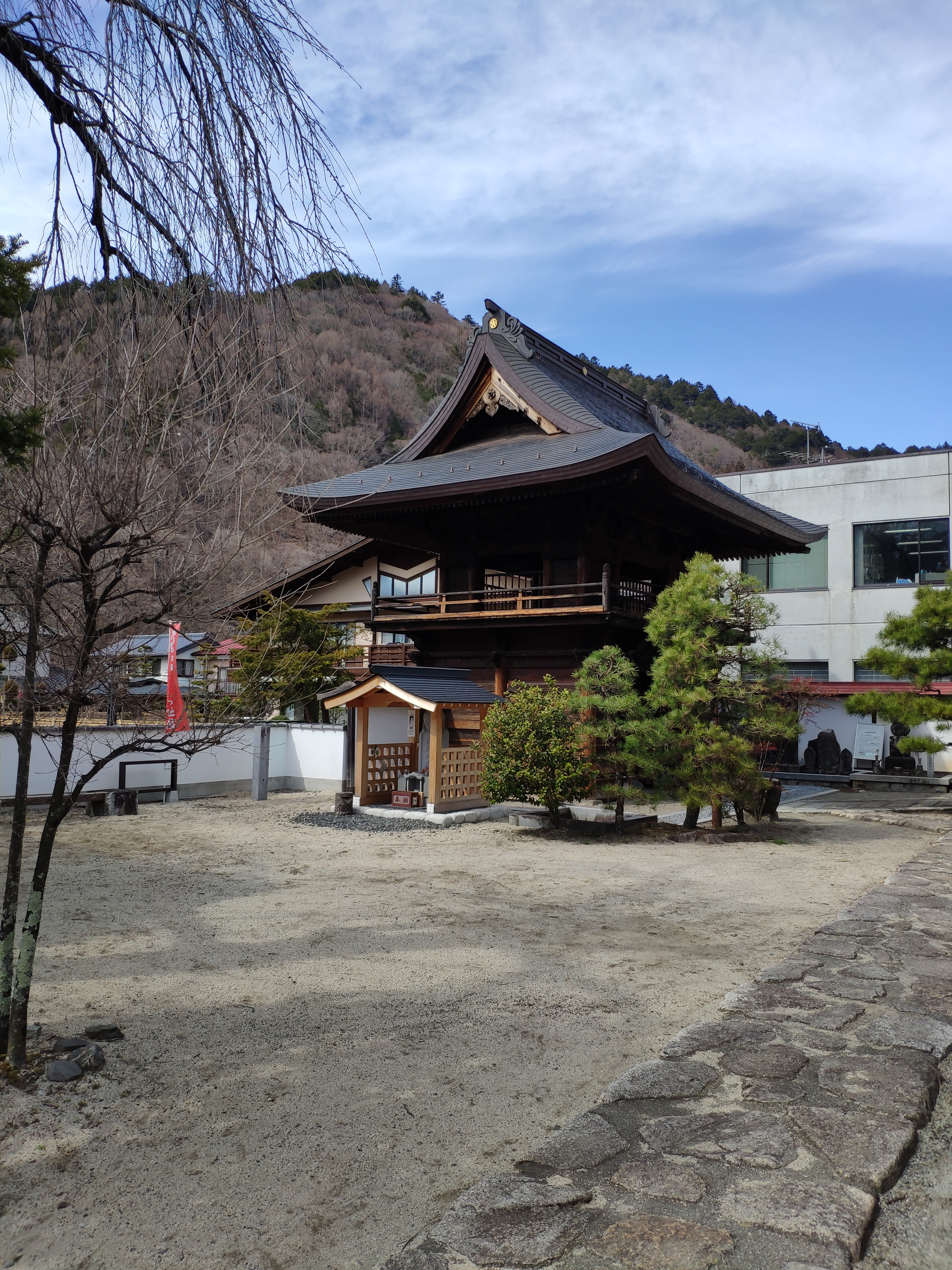
大通寺

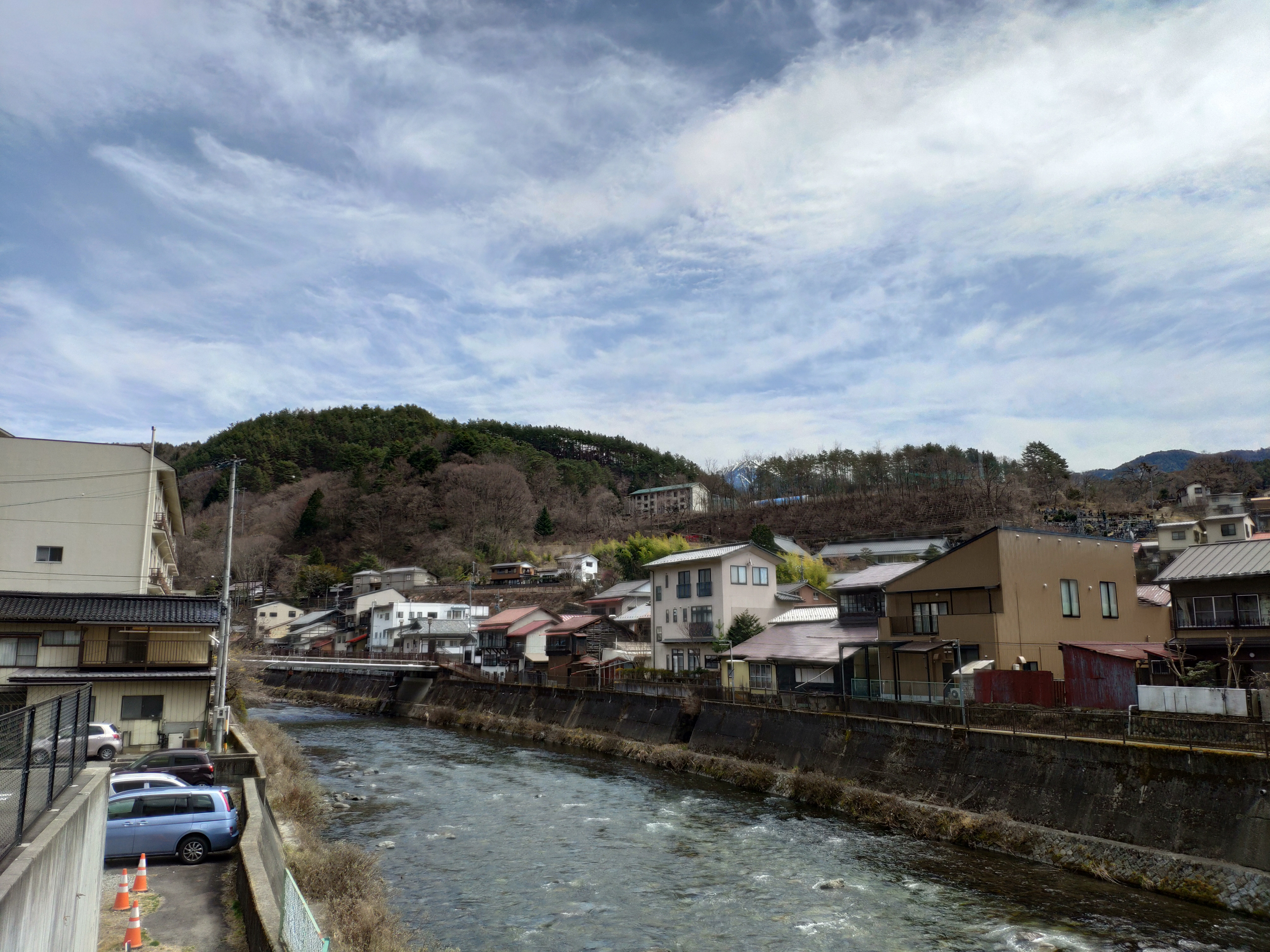
木曽川崖屋造り

福島関所跡
関所を復元した関所資料館がある。宿場の北端に位置していた。
高瀬資料館
島崎藤村の姉の嫁ぎ先で、藤村関連の資料も展示している。入館料は200円。
初恋の小径
島崎藤村の詩の代表作「初恋」をモデルにした高瀬資料館側の道。
観光文化会館
無料休憩所で、特産品を展示する。
上ノ段用水
観光文化会館や用水のある上の段地区（江戸小路エリア）は、唯一、福島宿の面影を残した地区である。
くるまや本店
この店は、蕎麦屋となっている。
山村代官屋敷
山村代官屋敷（やまむらだいかんやしき）は、代々、木曾代官・福島関所関守を務めた 山村甚兵衛家の屋敷の建物・庭園等の一部を整備したもの。木曾義昌の城館跡地に造営された。隣接する福島小学校も山村甚兵衛家の屋敷の跡地である。
木曽福島郷土館
興禅寺
木曾氏、山村氏の菩提寺
長福寺

### 上松宿までの途上

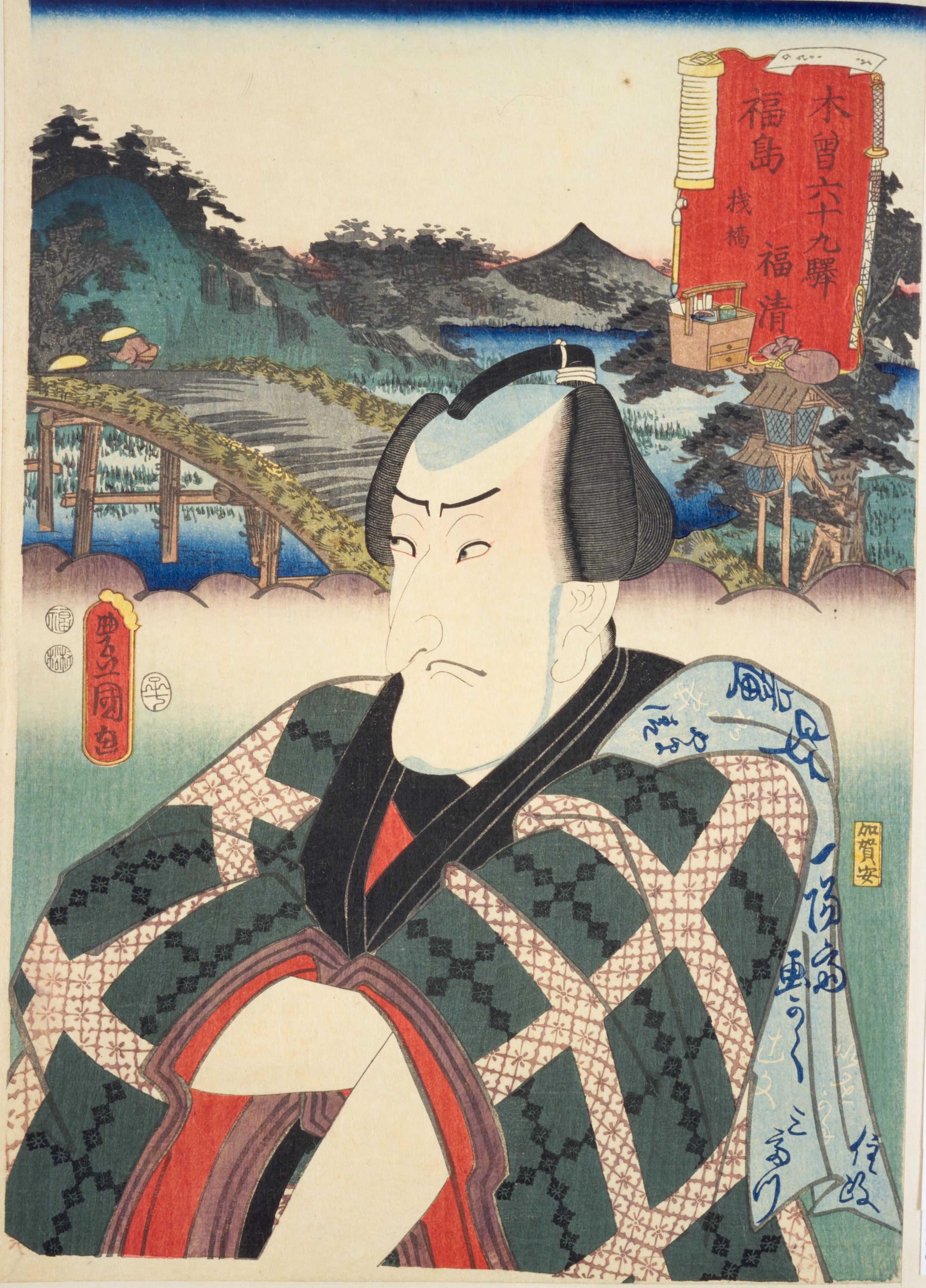
三代目歌川豊国「基礎六十九駅 福島桟橋・福清」

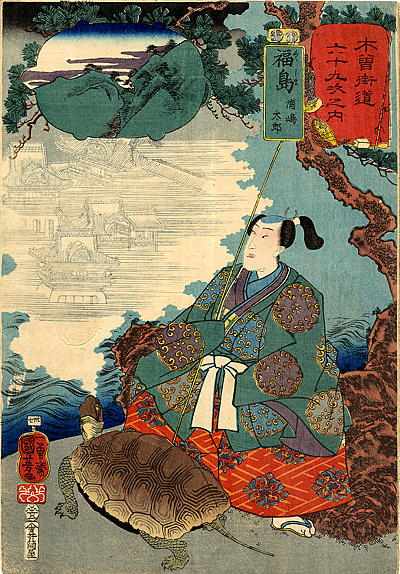
歌川国芳「木曽街道六十九次之内 福島 浦島太郎」

一里塚跡石碑
京へ67里、江戸より70里。
エントランスエリア
沓掛一里塚
京へ66里、江戸より71里。
沓掛馬頭観音
木曽の桟
けわしい崖に橋をかけて通路を開いた桟道で、かつては交通の難所だった。対岸には正岡子規、松尾芭蕉の碑がある。

## ゆかりの人々
- 山村蘇門 - 福島関所　９代木曽代官
- 遠藤五平太
- 島崎藤村 - 資料館として公開している高瀬家は藤村の姉の嫁ぎ先で、小説『家 (島崎藤村)』のモデルとなった。

## 隣の宿
中山道
宮ノ越宿 - 福島宿 - 上松宿